# مقنب

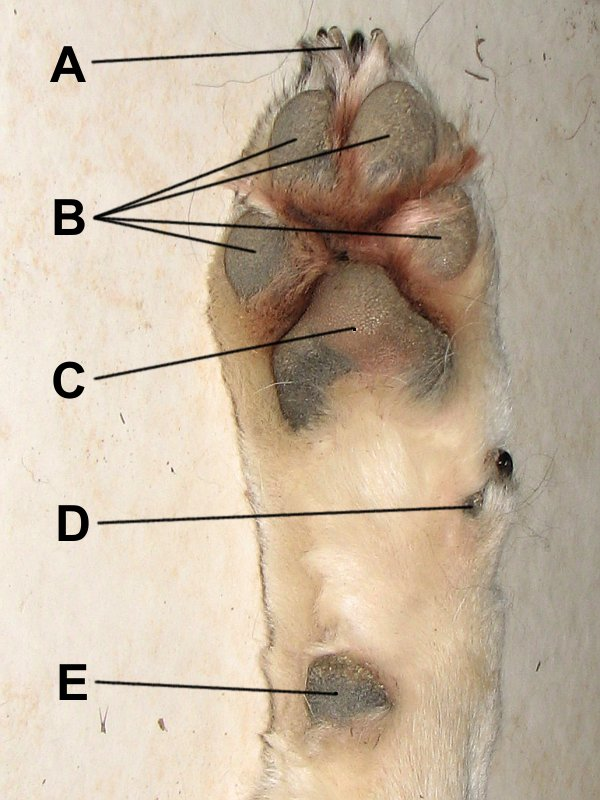
المقنب الأمامي الأيمن للكلب يُظْهِر A) مخلب، B) كُسَيْعات إصبعية، C) كُسَيْعة سِنْعِيَّة، D) زَمَعَة، E) كُسَيْعة رُسْغِيَّة.

المِقْنَب (الجمع: قُنُوب) هو الجزء الناعم الشبيه بالقدم يكون لدى الثدييات، وتكون عمومًا من رباعيات الحركة، وله مخالب.

## الخصائص المشتركة
يتميز المقنب بوجود طبقة رقيقة من البشرة مُصطَبِغة ومُتَقَرِّنَة وخالية من الشعر تغطي الأنسجة الكولاجينية والدهنية تحت الجلد، والتي تشكل الكُسَيْعات. تعمل هذه الكُسَيْعات كوسادة للأطراف الحاملة للوزن لدى الحيوان. يتكون المقنب من الكُسَيْعَة السِّنْعِيَّة أو الراحيّة الكبيرة على شكل قلب (الطرف الأمامي) أو الكُسَيْعَة المشطيّة أو الأخمصية (الطرف الخلفي)، وعادةً ما يكون هناك أربع كُسَيْعَات إصبعية حاملة للوزن، على الرغم من أنه يمكن أن يكون هناك خمسة أو ستة أصابع في حالة القطط المستأنسة والدببة (بما في ذلك البَنْدَة العملاقة). توجد أيضًا كُسَيْعَة رُسْغِيَّة على الطرف الأمامي تُستخدم لزيادة قوة الجر عند التوقف أو النزول من منحدر في الأنواع التي تمشي على أصابعها. قد توجد أيضًا زِمَاع إضافية.

## حيوانات ذات القنوب
- السنوريات، مثل القطط والبُبُور والنُّمُور؛ قد يكون لدى بعض هذه الحيوانات خُصْلات الأصابع
- الكلبيات، مثل الكلاب والثعالب
- الأرانب وغيرها من أرنبيات الشكل لها قنوب ذات أظافر حادة جدًا ولا توجد كُسَيْعات تحتها
- الدببة والراكون
- ابن عرس والعِرْسِيَّات أخرى
- القوارض

## معرض الصور

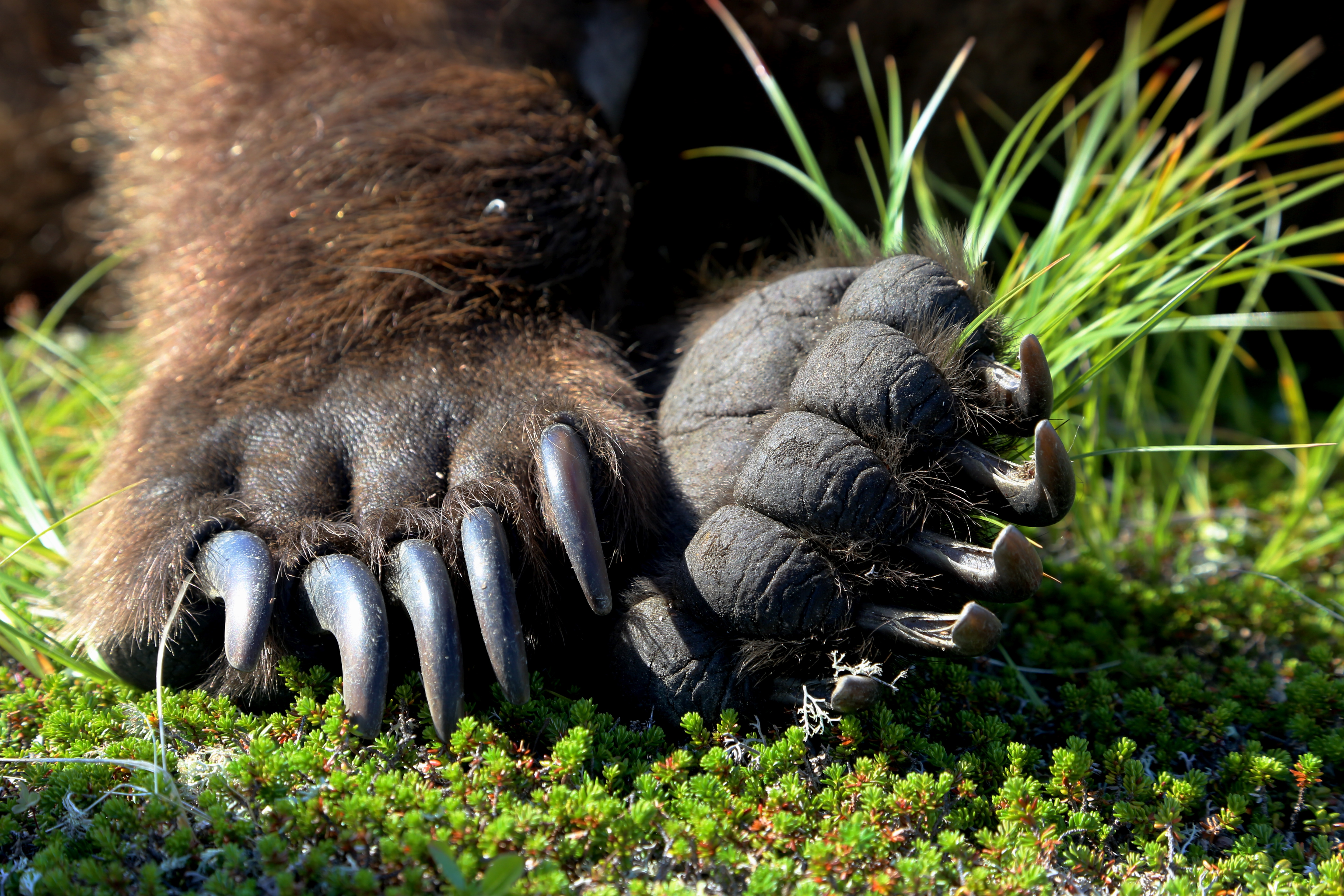
مقنبَا الدب البني الأمريكي.
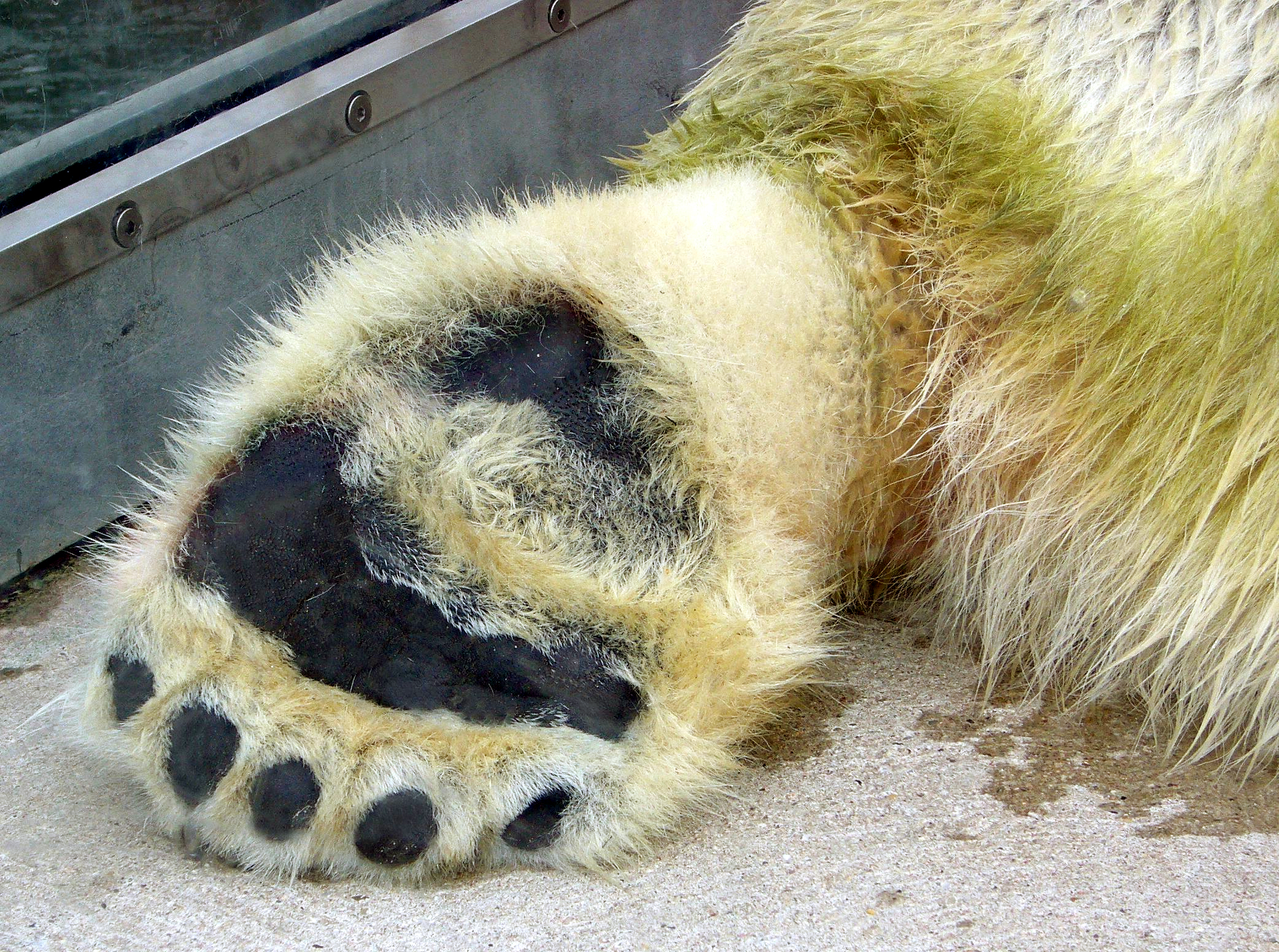
مقنب الدب القطبي.
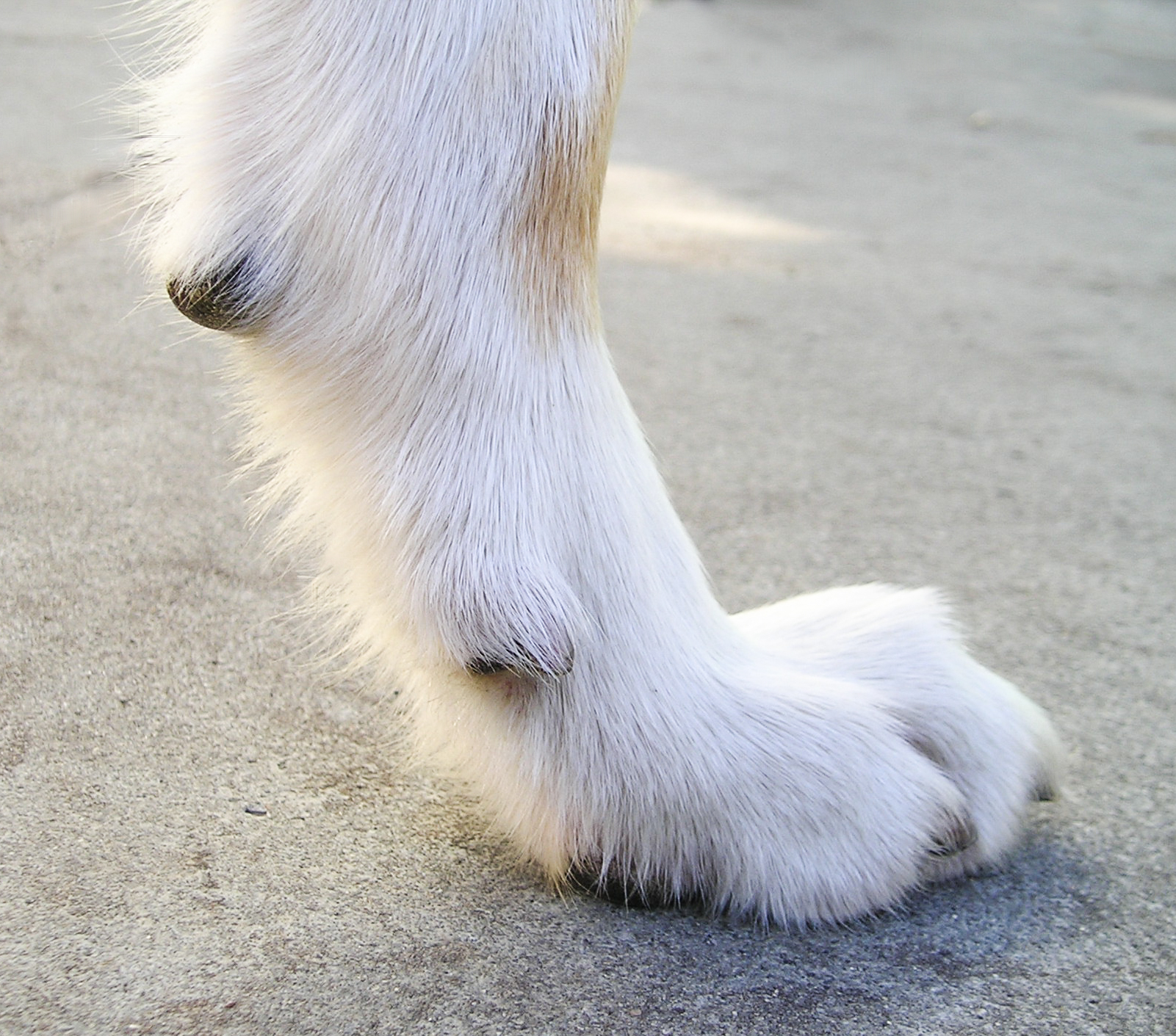
مقنب كلب يرتكز على سطح خرساني صلب
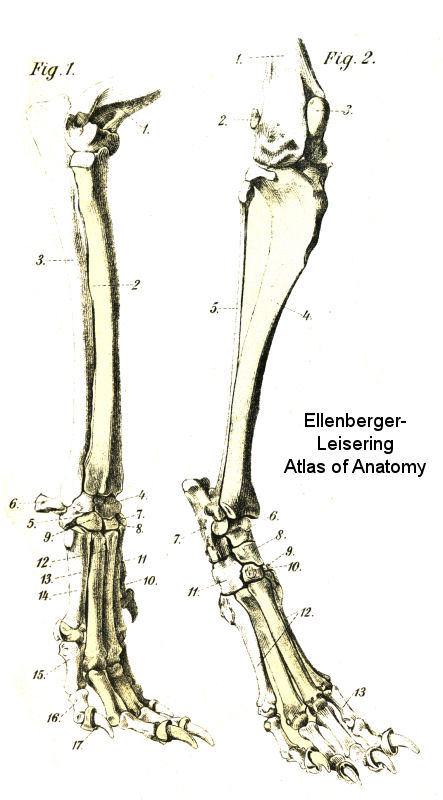
بنية ساق الكلب ومقنبه
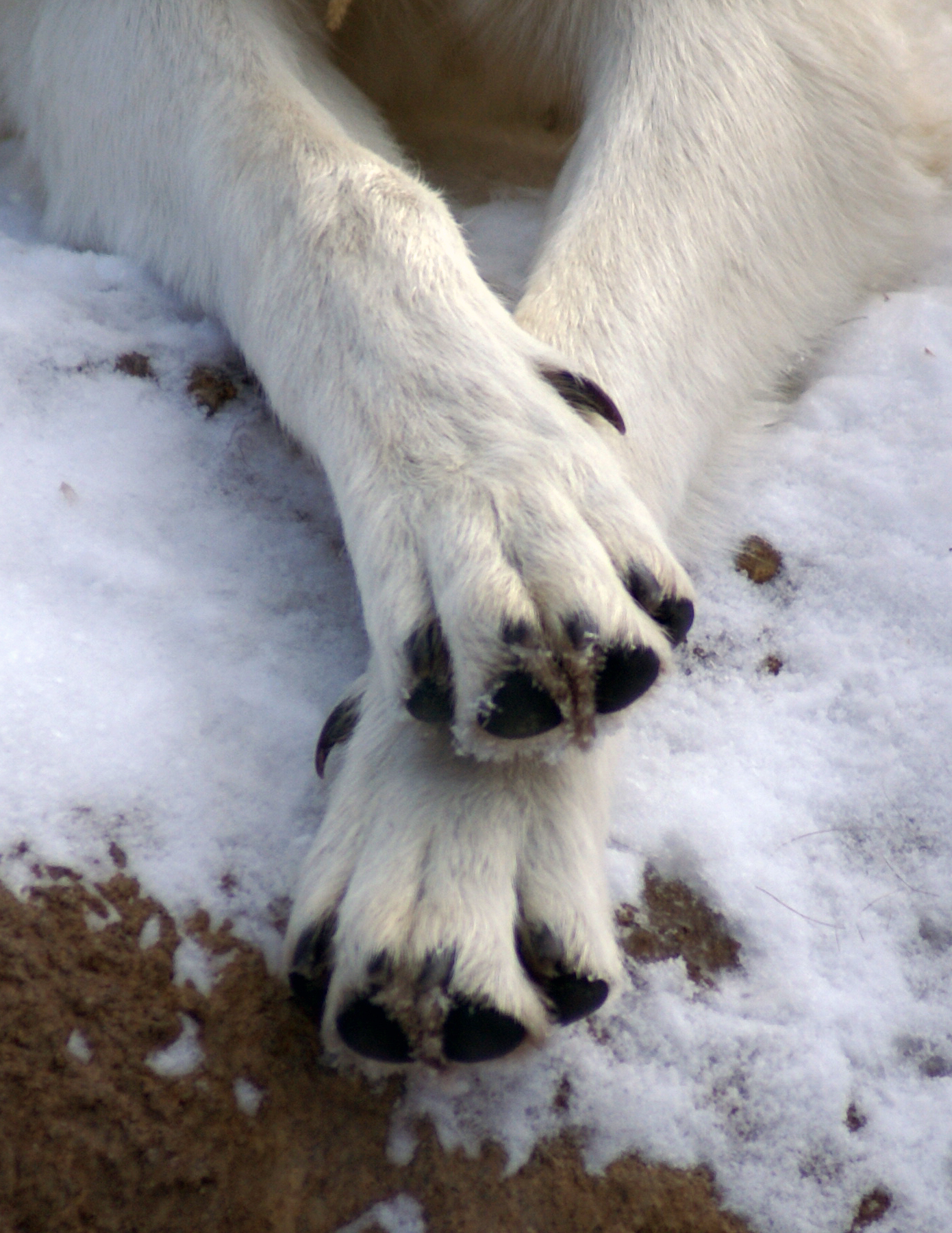
مقنبَا الذئب
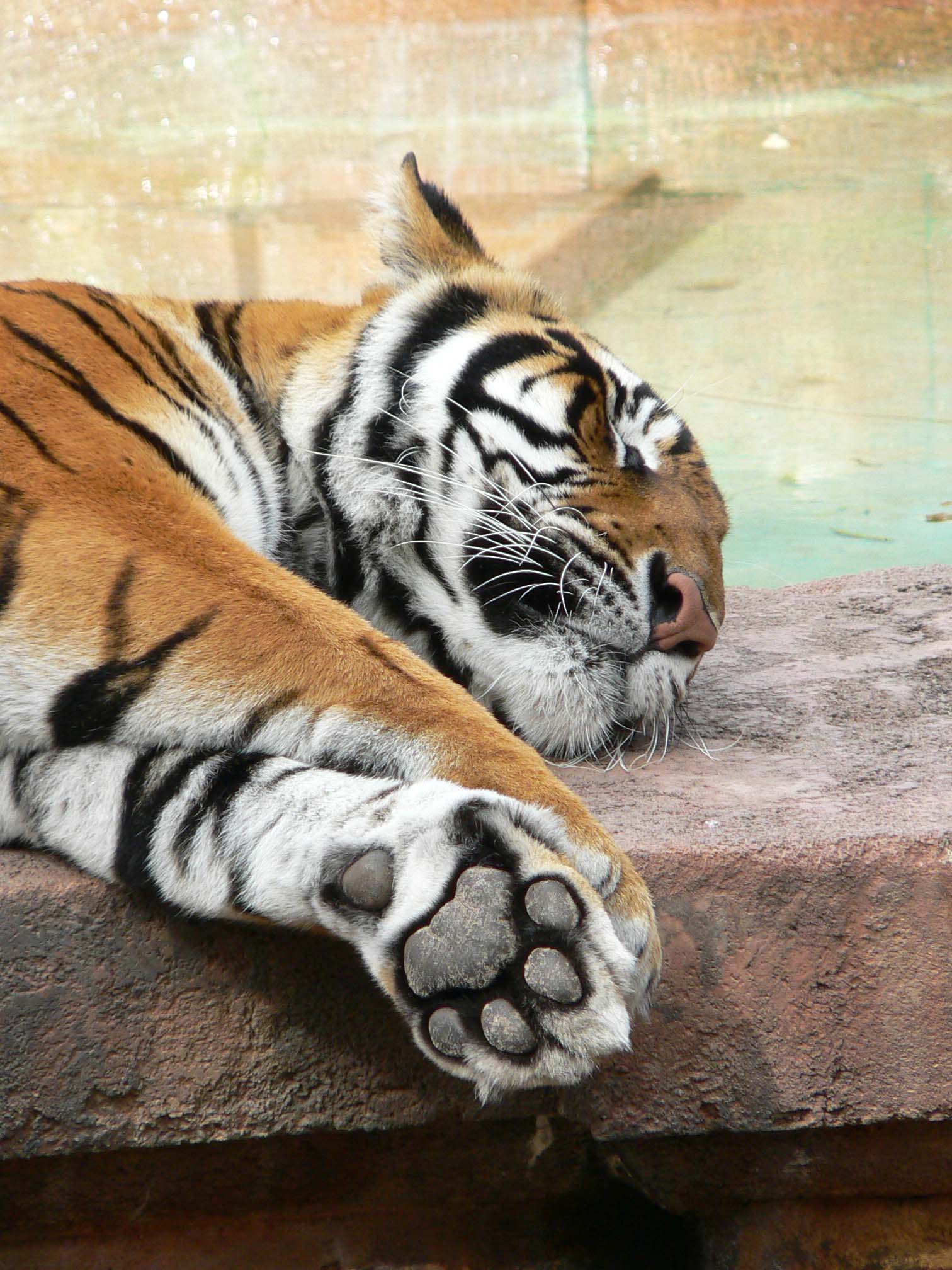
مقنب الببر، تظهر فيه الكسيعات
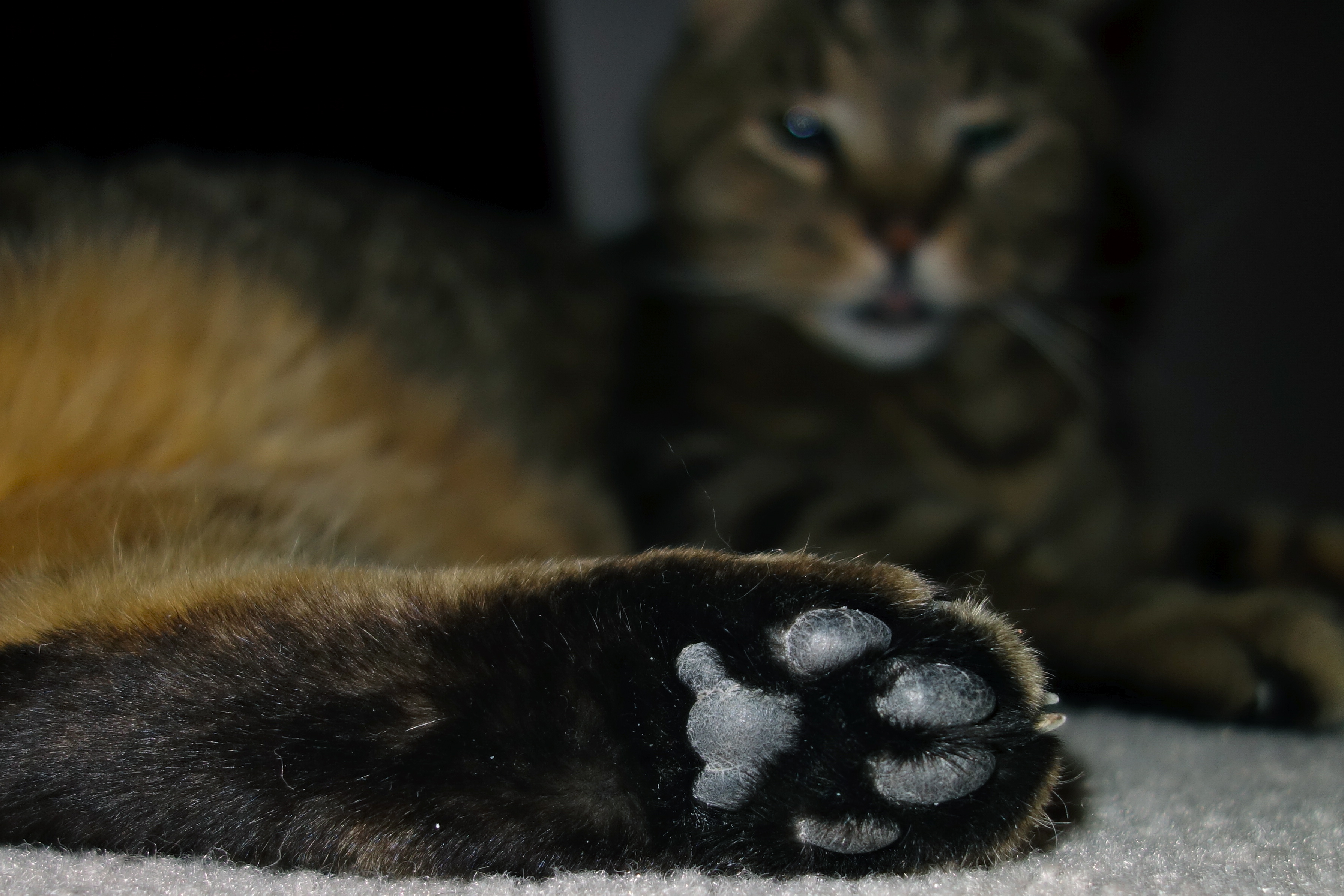
مقنب القطة تظهر فيه الكسيعات.
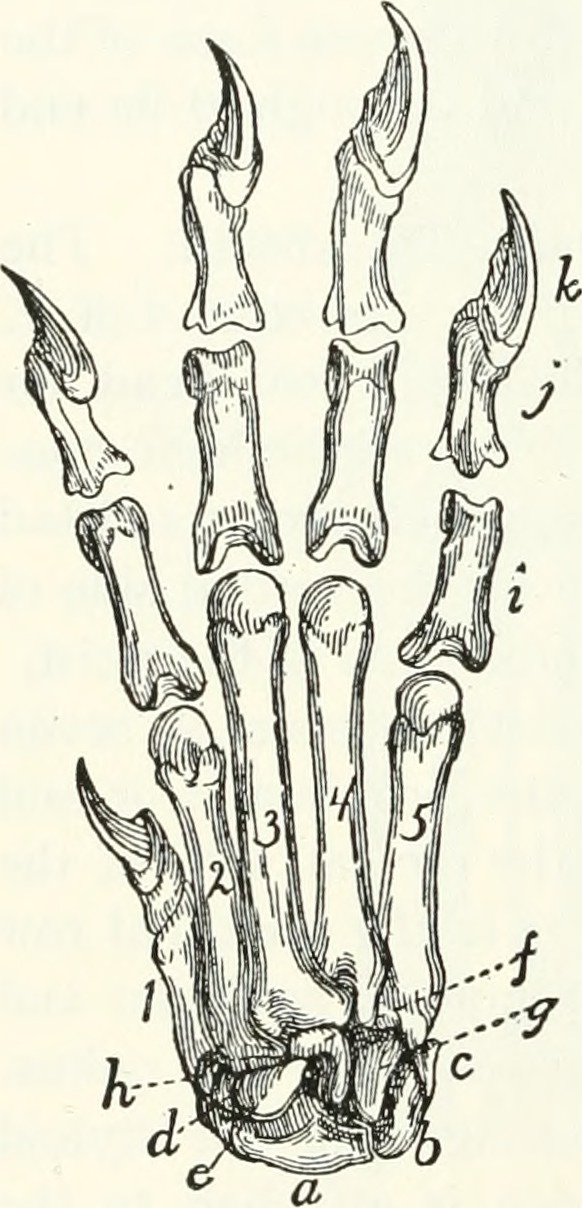
بنية مقنب القط.
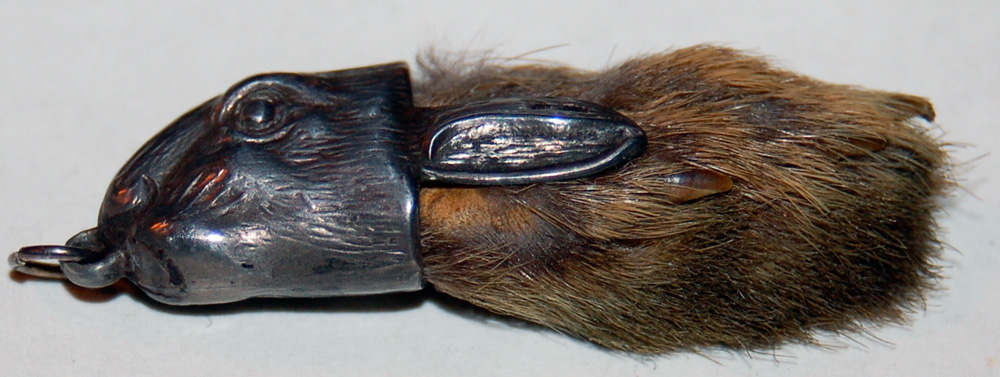
قدم الأرنب[الإنجليزية].
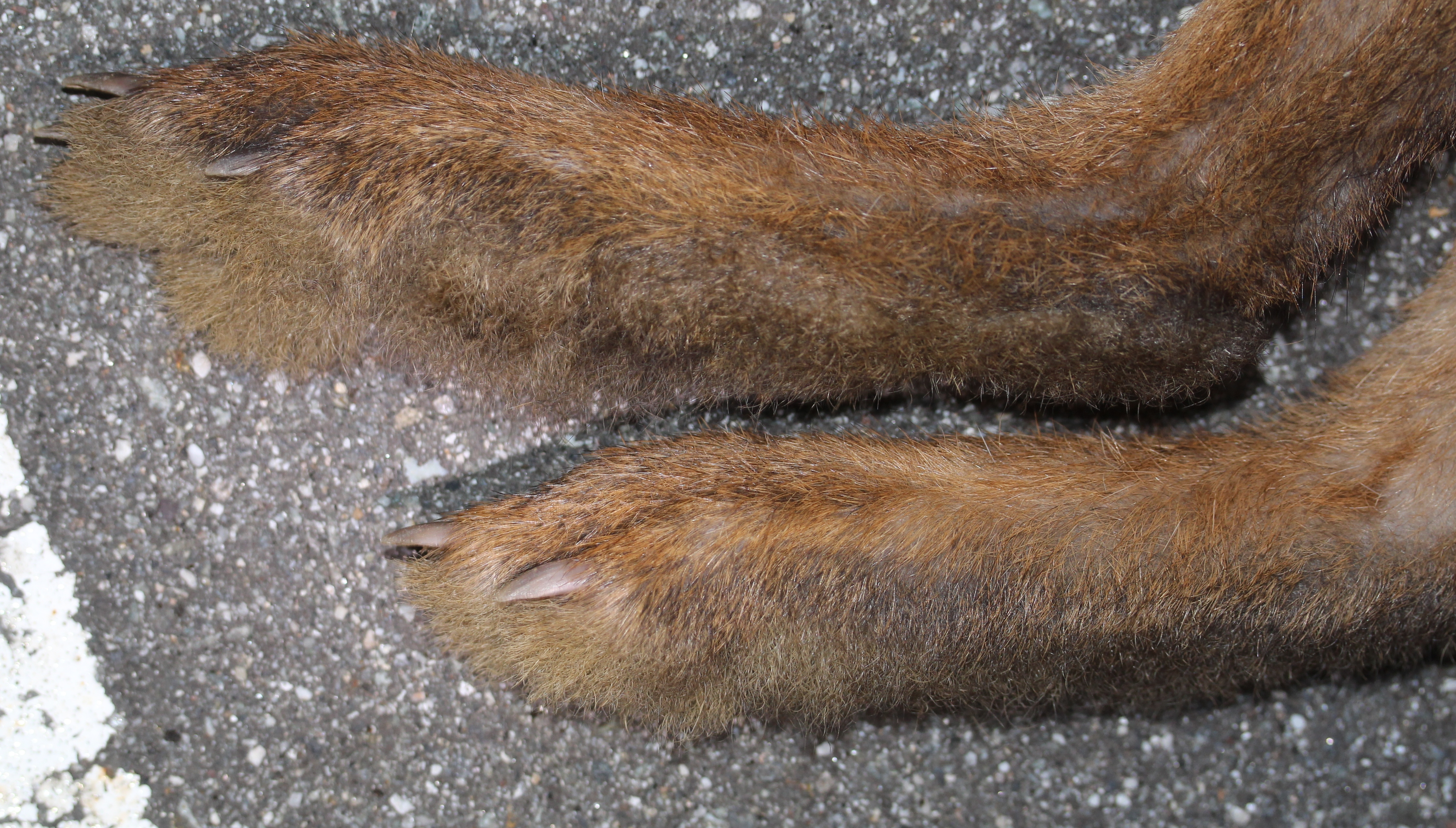
القنوب الخلفية للقواع الياباني[الإنجليزية].
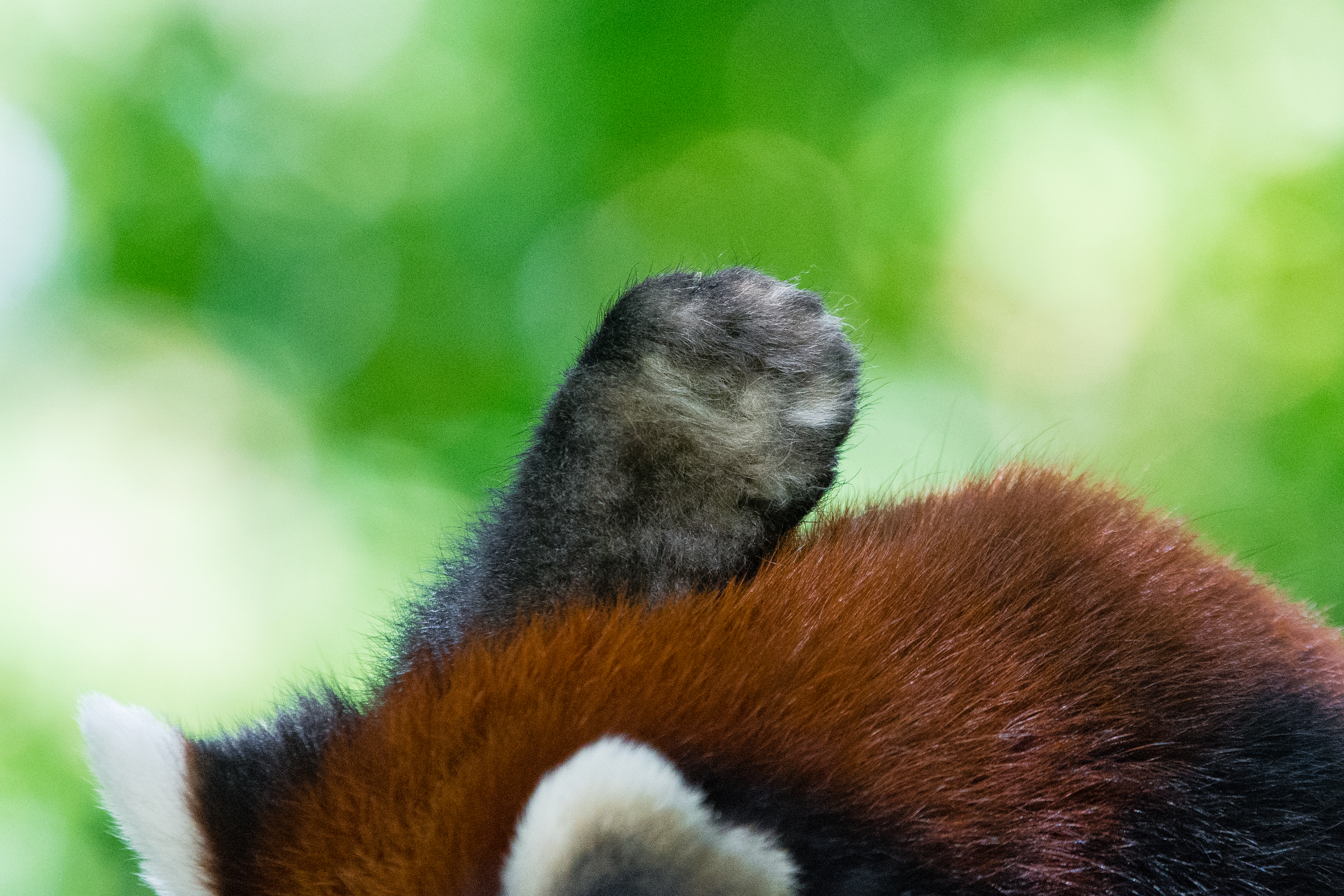
مقنب البندة الحمراء، لا تظهر فيه كسيعات مقنبية.
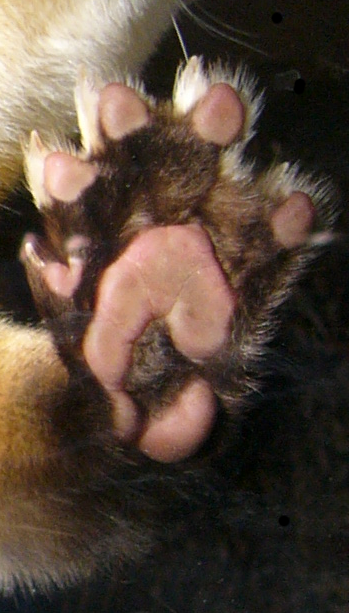
مخلب الخز الأصفر الحلق.
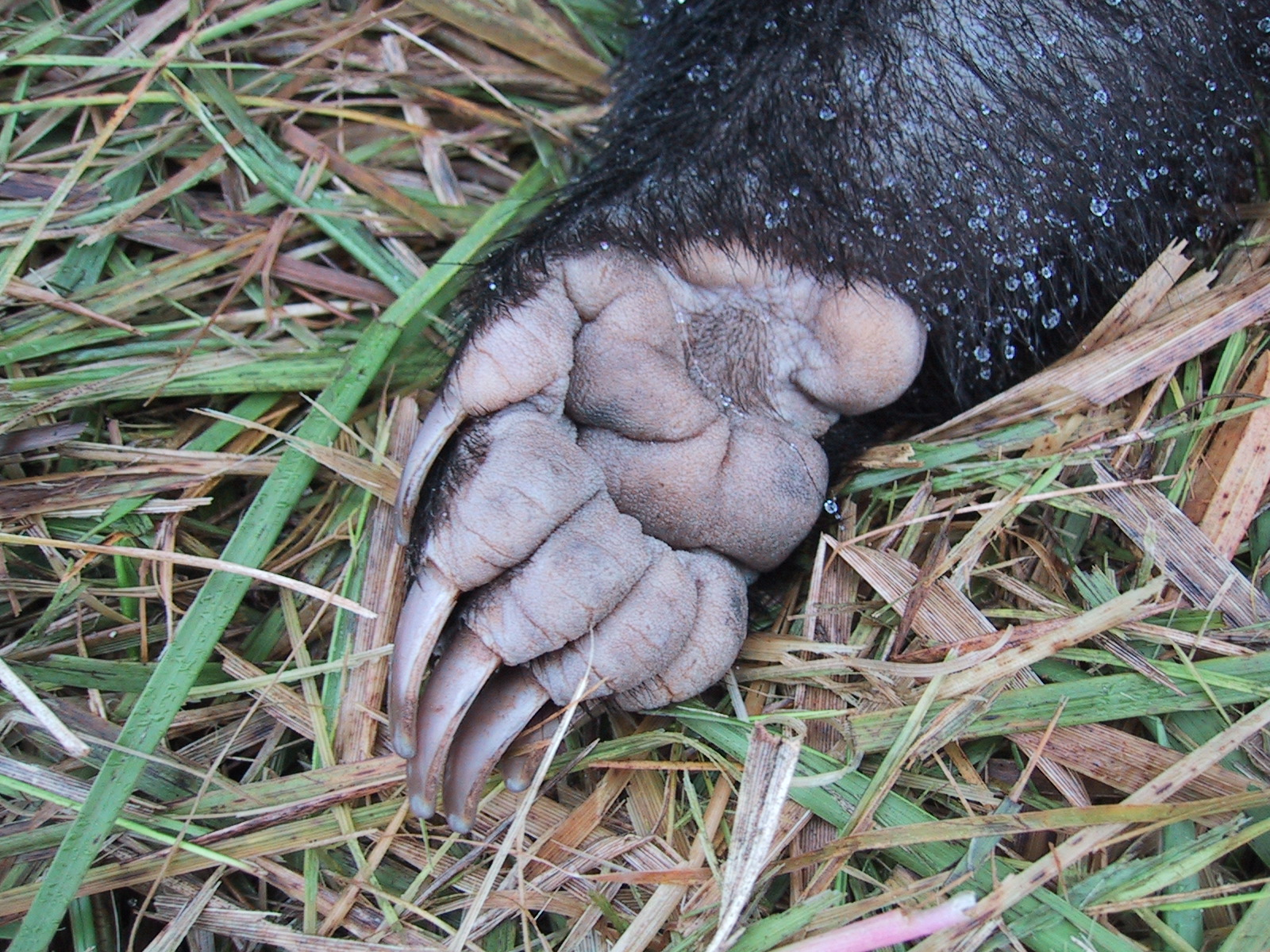
المقنب الأمامي للغرير الأوروبي.
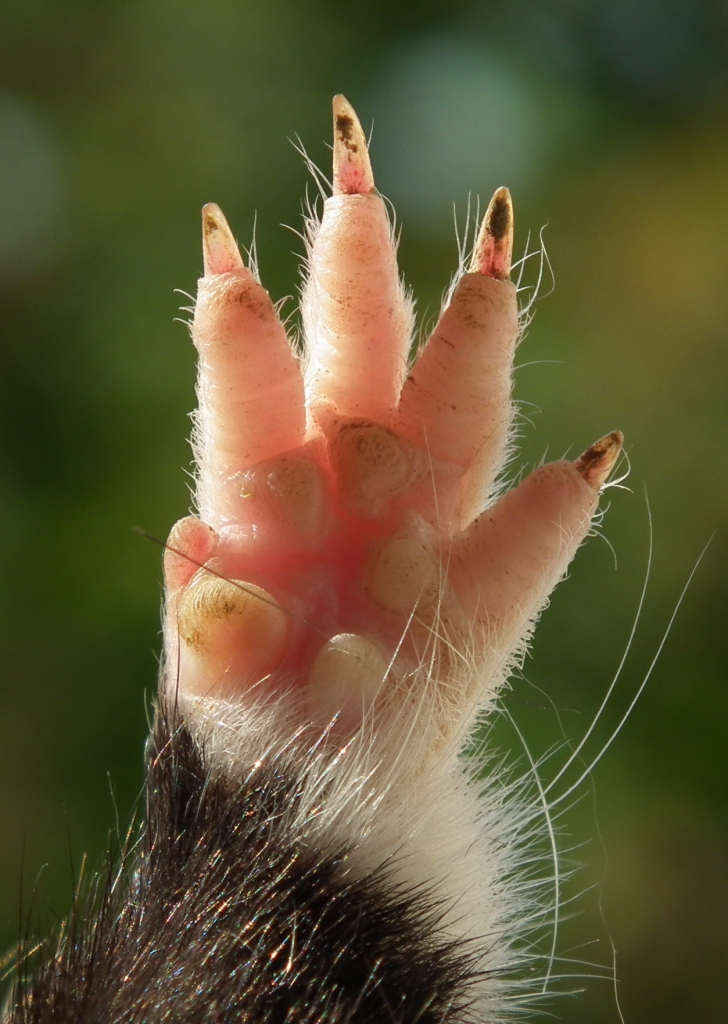
المقنب الأمامي للقداد الأوروبي

## فهرس المراجع
- Maine Coon Polydactyl International